# 노종원
노종원(중국어 정체자: 盧從願, 간체자: 卢从愿, 병음: Lú Cóngyuàn 루충위안[*], ?~737년)은 중국 당나라의 정치인으로 본관은 범양, 자는 자공(중국어 정체자: 子龔, 간체자: 子龚, 병음: Zǐgōng 쯔궁[*])이다.

## 생애
상주(相州) 임장현(臨漳縣, 현재의 허난성 안양시) 출신이다. 북위의 탁지상서(度支尙書) 노창(盧昶)의 후손으로 노경일(盧敬一)의 아들이다. 부인은 형양군부인(滎陽郡夫人) 정씨(鄭氏, 681년~740년)이며 사부낭중(祠部郎中) 정종간(鄭從簡)의 둘째 딸이다.
20세에 명경과(明經科)에 급제하여 강주(絳州) 하현위(夏縣尉)가 되었고 제과(制科)에 응시하여 우습유(右拾遺)가 되었다. 이후 우숙정대(右肅政臺) 감찰어사(監察御史), 산남도(山南道) 출척순무사(黜陟巡撫使), 전중시어사(殿中侍御史), 중서사인(中書舍人)을 지냈다.
710년(경운(景雲) 원년) 예종이 즉위한 뒤 이부시랑(吏部侍郎)으로 임명되었다. 6년 동안 이부시랑으로 재임하는 동안 관리의 선발을 맡으면서 중종 재위 이후 관리 선발에서 생긴 누적된 폐단을 타파했다. 이러한 업적으로 당대 사람들로부터 칭송을 받아 고종 때 인사행정을 맡은 배행검(裴行儉), 마재(馬載), 이조은(李朝隱)과 함께 언급되면서도 그 중에서 가장 뛰어나다는 평가를 받았다.
716년(개원(開元) 4년) 현종이 전국에서 새로 제수된 현령들을 소집하여 전각에서 책시(策試)를 실시할 때 낙제한 이들은 모두 면직시키고 돌려보내 다시 공부하게 하였다. 그러나 노종원은 이 때 관리 선발에 문제가 드러나 예주자사(豫州刺史)로 좌천되었다. 예주자사 시절에는 엄격하면서 간단명료한 정치를 펼쳤고 안찰사가 노종원의 치적을 1등으로 평가하였다. 예주자사 임기를 마친 후 다시 조정에 입조하여 공부시랑(工部侍郞)이 되었고 상서좌승(尙書左丞)으로 전임되었다. 또한 양도(楊滔), 이부시랑 배최(裴漼), 예부시랑 왕구(王丘), 중서사인 유영식(劉令植)과 함께 《개원후격》(開元後格)을 다시 정리하여 중서시랑으로 승진했다.
723년(개원 12년) 공부상서(工部尙書)로 임명되었다. 같은 해에는 은청광록대부(銀靑光祿大夫)로 품계가 올랐고 동도유수(東都留守)를 맡았다. 725년 태산의 봉선 의식에 참여하여 금자광록대부(金紫光祿大夫)로 품계가 올랐으며 위항(韋抗)을 대신하여 형부상서가 되었다.
그러나 관직 생활 동안 어사중승 우문융(宇文融)의 원한을 샀으며 권력을 잡은 우문융이 노종원이 양전(良田) 100경을 소유했다고 현종에게 상주하는 일이 발생했다. 이로 인해 재상에서 파직되었으며 또한 그 날 아침에 노종원의 시종이 화살에 맞아 죽는 일이 벌여졌다. 이 사건의 범인은 끝내 잡히지 않았다.
728년(개원 16년) 동도유수가 되었다가 아들인 기거랑(起居郞) 노론(盧論)의 잘못으로 탄핵을 받아 강주자사로 좌천되었으며, 나중에 태자빈객(太子賓客)으로 전임했다. 732년(개원 20년) 하북(河北)에서 기근이 일어나 곡물 가격이 폭등하자 선무처치사(宣撫處置使)가 되어 창고를 개방하고 굶주린 이들을 구휼하였다. 이후 모든 벼슬에서 물러나기를 주청하는 표문을 올렸고 현종은 주청을 받아들여 이부상서로 임명하고 관직에서 물러나게 했다.
737년(개원 25년)에 사망했으며 문(文)이라는 시호를 받았다.

## 참고 문헌
- 《구당서》 권 100
- 《신당서》 권 129